# Detroit (folyó)
A Detroit (franciául Détroit) folyó az Amerikai Egyesült Államok Michigan államában valamint Kanada Ontario tartományában. Hossza 51 kilométer. A Szent Klára-tóból ered és az Erie-tóba folyik annak amerikai részénél, végig a határ mentén haladva. Mellette található Detroit városa, melynek történelmében fontos szerepet játszott. A Detroit ma világviszonylatban is az egyik legforgalmasabb víziút. A folyó amerikai és a kanadai részét az Ambassador híd és a Detroit-Windsor alagút köti össze.
A Detroit fontos közlekedési útvonal, ami összeköti a Michigan-tavat, a Huron-tavat és a Felső-tavat a Szent Lőrinc-víziúttal és az Erie-csatornával. Amikor Detroit, a város a 20. század elején hirtelen iparosodott, a folyó gyorsan szennyezett és mérgező lett. Napjainkban a folyó ökológiai fontossága miatt is komoly erőfeszítéseket tesznek a víz minőségének helyreállítására. A folyóban számos sziget is található.

## Földrajza

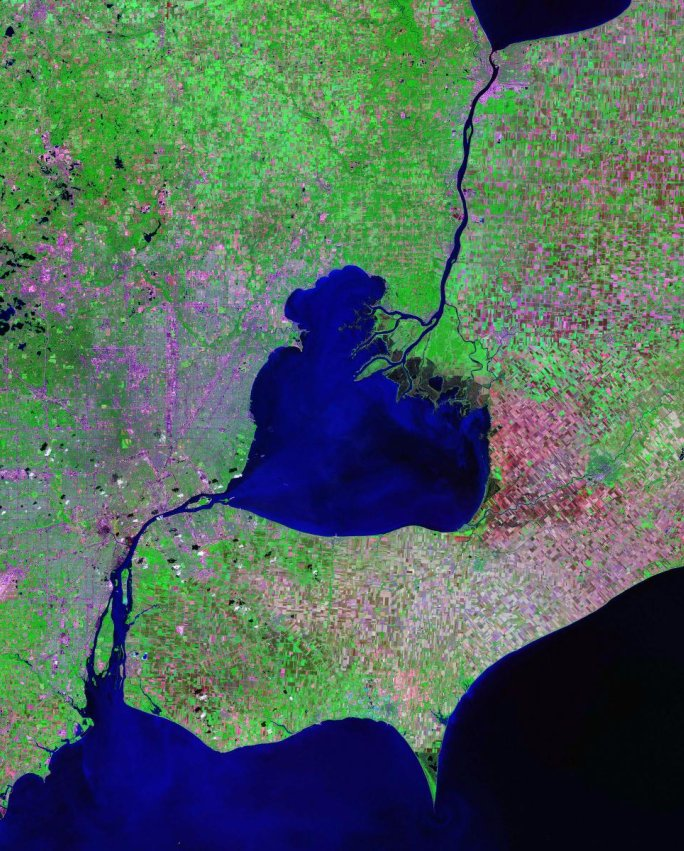
Középen a Szent Klára-tó, alul az Erie-tó, köztük a Detroit folyó műhold-felvételen

A Detroit a St. Clair-tóból folyik az Erie-tóba, hossza 51 kilométer, szélessége 0,8-4 kilométer. Előbb keletről folyik nyugatra, majd egy kanyar után északról délre. A forrásnál 175 méterrel van a tengerszint felett, és 174 méteren ömlik az Erie-tóba. Nincsenek rajta gátak és könnyen hajózható. Vízgyűjtő területe körülbelül 1813 km². Mivel viszonylag rövid folyóról van szó, kevés mellékfolyója van. Ezek közül a legnagyobb a River Rouge, ami mintegy négyszer hosszabb a Detroitnál és a kanadai oldalon van. Amerikai területen az ennél sokkal rövidebb Ecorse méltó az említésre. A vízhozama nagy, ahhoz képest, hogy milyen rövid folyóról van szó, átlagosan 5324 m³/s.
A folyó az amerikai–kanadai határ mentén folyik, annak fontos elemét alkotva. Az amerikai oldalon Wayne megyéhez, a kanadai oldalon Essex megyéhez tartozik. A folyó mentén Detroit a legnagyobb város, és a legtöbb lakos az amerikai oldalon él. A folyón mindössze két közlekedési útvonal köti össze az Egyesült Államokat Kanadával, az Ambassador híd és a Detroit-Windsor alagút. Mindkettőt szigorúan ellenőrzi a két ország határőrsége.
A folyó felső része azon ritka helyek egyike, ahol egy amerikai város északabbra fekszik, mint egy kanadai, ugyanis Detroit északabbra terül el, mint a kanadai Windsor. Azok az amerikai városok, amik Detroit városától délre fekszenek, nem hivatalosan a Downriver területhez tartoznak, mivel ezek "down the river" azaz a folyón lefelé terülnek el Detroithoz képest.

### Szigetek
A Detroiton számos sziget található. Földrajzi helyzetüktől függően tartoznak az USA-hoz vagy Kanadához, de a többségük amerikai oldalon fekszik. Egyetlenegy sziget sincs, amit a határ kettéosztana. Sok sziget nagyon kicsi és lakatlan, és inkább a folyó déli részéhez közel találhatóak.

## Története
A Detroiton fehér emberek először a 17. században hajóztak. Az irokézek szőrmekereskedelmet folytattak a holland telepesekkel Új-Amszterdamnál, az árut a Detroiton úsztatva. A francia telepesek később jogot formáltak a területre Új-Franciaország számára. A Le Griffon hajó első útján 1679 augusztusának közepén érte el a Detroit folyó torkolatát. Később nyírfa vagy szilfa kérgéből készült kenukon hajóztak a folyón. Amikor a szőrmekereskedelem intenzívvé vált, az európai kereskedők kiterjesztették területüket a még érintetlen nyugati részekre is. A francia felfedező, Antoine Laumet 1701. július 23-án hajózott fel a folyón. A következő napon megalapította Fort Detroitot, a mai Detroit elődjét. A folyó maga Rivière du Détroit néven lett ismert, a détroit szó franciául szorost jelent.
A folyót és tágabb környékét a francia–indián háborúban ragadta el a franciáktól a Brit Birodalom, majd az éppen megalakuló Egyesült Államok tulajdona lett a függetlenségi háború alatt. Az 1812-es brit–amerikai háborúban a folyó fő határvonalként szolgált az amerikai Michigan Territórium és a brit Felső-Kanada között, különösen a Fort Detroit-i csata során, 1812 augusztusában, amikor Detroit egy rövid időre brit tulajdonba került. Az Erie-csatorna befejezése után, ami lehetővé tette, hogy ez Erie-tavon könnyebben lehessen átkelni az Egyesült Államok keleti részébe, a Detroit folyó fontos közlekedési útvonala lett az Észak-Michiganben és Detroitban letelepedni vágyóknak, és így a terület népessége hirtelen megnőtt.
Az amerikai polgárháború alatt az Unió attól félt, hogy a konföderációs államok Kanada felől támadást intéznek ellene. Kanada ekkor még a Brit Birodalom része volt, és a háborúban semleges álláspontot képviselt. Az Unió attól tartott, hogy a Konföderáció a Detroiton fog átkelni, így a folyót szorosan az ellenőrzésük alá vonták.
A 20. század elején Detroit városának iparosodása minden képzeletet felülmúló növekedésnek indult. A Detroit folyó a világ legforgalmasabb víziútjává vált, és a helyi újságban 1908-ban a világ legnagyobb kereskedelmi ütőerének nevezték. 1907-ben a folyón 67 292 504 tonna árut szállítottak. Összehasonlításképpen Londonban ez idő tájt körülbelül 18 millió tonnát, New Yorkban 20 millió tonnát szállítottak vízi úton.
Ze
A szesztilalom évei alatt Detroit városában továbbra is szabad volt alkoholt árusítani, így a város vált az új „iparág”, a szeszesitalok illegális terjesztésének központjává. Amíg 1929-ben meg nem építették az Ambassador hidat és 1930-ban a Detroit-Windsor alagutat, nem volt szárazföldi összeköttetés Kanada és az USA között a folyón. Mivel a hideg téli hónapokban a kompközlekedés szünetelt, ezért az illegális alkoholszállítók a befagyott folyón keltek át autóikkal Kanadába alkoholért. Mindez oda vezetett, hogy a szeszszállító bandák minden eszközzel védték a befagyott folyón lévő útvonalaikat, és az erőszaktól sem riadtak vissza. A folyó a tél nagy részében befagy, így Detroit válhatott az illegális szeszcsempészet központjává. Néha balesetek is történtek, így még ma is láthatóak a folyó fenekén a szeszcsempészet idejéből visszamaradt autóroncsok. A Detroit folyón valamint a St. Clair-folyón szállították az alkohol 75%-át az USA-ba. A nyári hónapok alatt speciálisan erre a feladatra átalakított hajókon szállították a szeszt. A hatóságok vagy nem tudták vagy nem akarták megállítani ezeket a bandákat, és elvágni a tiltott alkohol útját.

## A folyó védelme

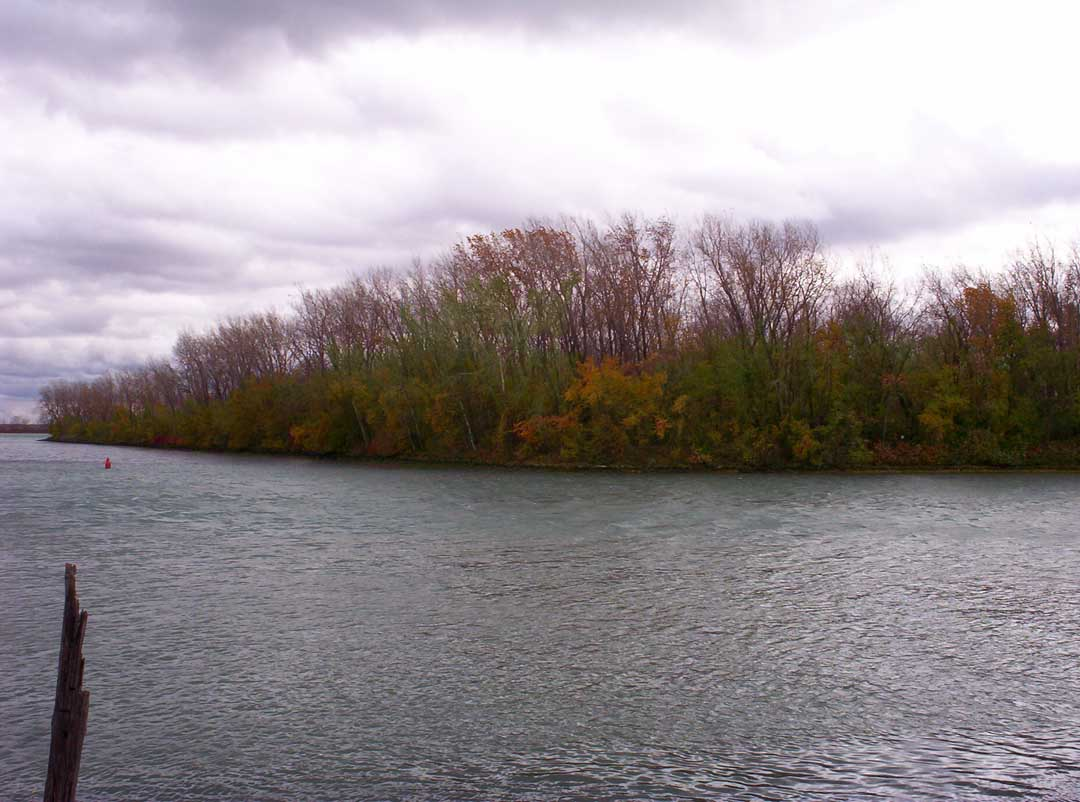
A folyó alsó szakaszának nagy része ma már a Detroit folyó Természetvédelmi Területének a része.

A folyó környékének nagy része urbanizált, és néhány helyen erősen iparosodott. Mindez azt eredményezte, hogy a folyó erősen szennyezetté vált, főként amiatt, hogy évtizedeken keresztül ellenőrizetlenül engedték bele a kemikáliákat és az ipar egyéb visszamaradt melléktermékeit. A szemét és a szennyvíz nagy részét is a folyóba engedték. Mindennek a sok szennyeződésnek a nagy része az Erie-tavi torkolatnál halmozódott fel. Tavasszal a szennyeződés olyan méreteket öltött, hogy költözőmadarak ezrei pusztultak el. A folyó oxigénszintje olyan mértékben lecsökkent, hogy a halak képtelenek voltak megélni a vízben. Mindez kihatással volt az Erie-tóra is, annyira, hogy a tavat is halottnak tekintették.
1961-ben kongresszusi nyomásra megalapították a Wyandotte Természetvédelmi Területet, azonban a folyó megtisztításának ötlete kevés támogatóra talált, mert negatívan hatott volna Detroit város iparára és gazdaságára. 1970-ben a St. Clair-folyó és tó, és az Erie-tó halászati ágazata tönkrement, a vizek higanymérgezése miatt. Mindez már elég indok volt arra, hogy mégis erőfeszítéseket tegyenek a folyó megtisztítása érdekében, bár a művelet több millió dollárt emésztett fel. 2001-ben a Wyandotte-ot integrálták a sokkal nagyobb Detroit folyó Természetvédelmi Területbe, ami az USA és Kanada közös vállalkozása. Eddig több millió dollárt költöttek arra, hogy megtisztítsák a folyót, bár még akadnak problémák. Napjainkban a Detroit újra otthonává vált a madaraknak (például sasoknak), és a halaknak, amiknek a száma egyaránt nő. A Detroit ma egyike az ún. Amerika Öröksége folyóknak.

## Fordítás
Ez a szócikk részben vagy egészben  a   Detroit River című angol Wikipédia-szócikk ezen változatának fordításán alapul.  Az eredeti cikk szerkesztőit annak laptörténete sorolja fel. Ez a jelzés csupán a megfogalmazás eredetét és a szerzői jogokat jelzi, nem szolgál a cikkben szereplő információk forrásmegjelöléseként.